# De Schauensees Anakonda
De Schauensees Anakonda (Eunectes deschauenseei) ist eine Schlangenart aus der Familie der Boas (Boidae) und wird dort in die Unterfamilie der Boaschlangen (Boinae) gestellt. Diese bis zu drei Meter lange Anakonda besitzt im tropischen Südamerika ein relativ kleines Verbreitungsgebiet von Französisch-Guayana bis zum Amazonas-Delta. Über die Biologie dieser eng ans Wasser gebundenen Art ist praktisch nichts bekannt.

## Beschreibung

### Körperbau und Länge
Die Art ist sehr kräftig gebaut, der Körper ist im Querschnitt annähernd rund. Der Kopf ist relativ klein und nur wenig vom Hals abgesetzt. Die Augen und die Nasenlöcher befinden sich in Anpassung an die aquatische Lebensweise hoch am Kopf. Männchen als auch Weibchen mit Gesamtlängen zwischen 1,3 m und 1,9 m gelten als adult. Wie bei allen Anakondas zeigt auch De Schauensees Anakonda bezüglich Körperlänge einen deutlichen Geschlechtsdimorphismus. Unter den 102 von Dirksen (2002) untersuchten Exemplaren gab es keine Männchen mit Gesamtlängen über zwei Meter. Das größte Weibchen war 3,01 m lang. Die rudimentären Hinterbeinknochen (Aftersporne) sind bei Männchen deutlich prominenter und länger ausgebildet. Die Schwanzlänge variiert innerhalb der Art relativ stark und macht bei Weibchen im Mittel etwa 13,5 % und bei Männchen 15,4 % der Gesamtlänge aus.

### Beschuppung
Der Schnauzenschild (Scutum rostrale) ist doppelt so breit wie hoch. Zur Mitte der Kopfoberseite schließt sich ihm ein großes Paar Frontonasalia an. Dahinter folgt ihm fakultativ fusioniert ein Vorstirnschild (Präfrontale) und ein Stirnschild (Frontale). Der Rest der Kopfoberseite zeigt große, in der Anzahl und Form recht unregelmäßige Schilde. Jedes Nasenloch ist von drei Nasenschilden (Nasalia) umgeben. Von der Nase zu den Augen hin schließt sich ihnen ein großer, unregelmäßiger, fünfeckiger Zügelschild (Loreale) an. Die Augen selbst werden je von einem großen Überaugenschild (Supraoculare), einem Voraugenschild (Präoculare), ein bis drei Unteraugenschilden (Subocularia) und 2 bis 4 Hinteraugenschilden (Postocularia) umrandet. Oberlippenschilde (Supralabialia) existieren 12 bis 16, Unterlippenschilde (Infralabialia) 16 bis 20, wobei sowohl die vorderen Ober- als auch die vorderen Unterlippenschilde bis unter das Auge deutlich höher als breit sind und dahinter quadratisch werden.
Die Anzahl der Bauchschilde (Ventralia) variiert zwischen 214 und 236, die Anzahl der dorsalen Schuppenreihen in der Körpermitte zwischen 43 und 54. Von der Kloake bis zur Schwanzspitze finden sich 49 bis 62 Schwanzunterseitenschilde (Subcaudalia), welche, für Boaschlangen sonst eher untypisch, paarig sein können. Der Analschild (Anale) ist ungeteilt.

### Färbung
Die Körperoberseite von De Schauensees Anakonda ist gelblich braun, die Unterseite hellgelb bis zitronengelb gefärbt. Von der Schnauze Richtung Nacken ziehen fünf schwarze Kopfstreifen. Einer verläuft in der Mitte der Kopfoberseite und kann bei manchen Individuen bis zum ersten schwarzen Querbarren des Halses ziehen. Seitlich von diesem Streifen verläuft beidseits je ein weiterer oberhalb und unterhalb des Auges. Auf der Körperoberseite bis zur Schwanzspitze befinden sich etwa 115 große ovale, schwarze Querbarren, welche in geringerer Anzahl, aber größer ausgebildet sind als bei der Gelben Anakonda. Sie sind oft unregelmäßig groß, teils nur auf einer Seite der Wirbelsäule liegend oder können auch kurze Zickzackmuster ausbilden. Die Flankenflecke bestehen aus ein bis zwei Reihen schwarzer, unregelmäßig geformter Flecken, die im Gegensatz zur Gelben Anakonda größer und immer vollständig ausgefüllt sind. Die Bauchseite ist mit vielen kleinen schwarzen Flecken versehen, die mehr oder weniger gut erkennbare Reihen ausbilden können.

## Verbreitung und Lebensraum

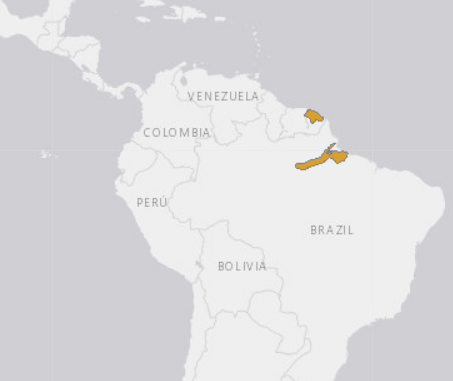
Verbreitungsgebiet der De Schauensees Anakonda

Das nach bisherigen Erkenntnissen relativ kleine Verbreitungsgebiet von De Schauensees Anakonda reicht in Südamerika von der Küstenregion Französisch-Guayanas südlich bis in die brasilianischen Bundesstaaten Amapá und Pará. In Pará bewohnt die Art den unteren Amazonas zwischen der im Westen gelegenen Stadt Santarém und dem Amazonasdelta im Osten, inklusive der großen Deltainsel Marajó. Zoogeographisch hält Dirksen (2002) Vorkommen auch in Sumpfgebieten im Küstenbereich weiter nördlich in Surinam sowie weiter westlich am Amazonas im brasilianischen Bundesstaat Amazonas zwischen Santarém und Manaus für möglich.
Die Art gilt bisher als sehr selten. Die meisten bisher gesichteten Exemplare stammen von der großen Deltainsel Marajo, wo sie in offenen stehenden Gewässerhabitaten, darunter in saisonal überschwemmten Graslandschaften, und im nur zwei Meter tiefen, saisonal austrocknenden und mit Wasserpflanzen überdeckten Lago do Arari beobachtet wurden. In Französisch-Guayana wird ihr typisches Habitat als Sumpflandschaft beschrieben.

## Verhalten
Über das Verhalten von De Schauensees Anakonda ist bisher fast nichts bekannt. Wie alle Anakondas ist sie stark ans Wasser gebunden. Die bisher beobachteten Exemplare versteckten sich bevorzugt im trüben Wasser, wobei nur die Nasenöffnungen und die Augen über die Wasseroberfläche ragen. Im Gegensatz zur ebenfalls in gleichen Gebieten lebenden Abgottschlangen wurde diese Anakonda bisher nicht beim Klettern in Büschen beobachtet.
Bei Gefahr taucht die Art für Minuten im Wasser ab oder versucht zu fliehen. Wird sie in die Enge getrieben, scheidet sie ein übelriechendes Analdrüsensekret aus und versucht den Gegner durch Abwehrbisse abzuschrecken. Reicht auch dies nicht aus, wickelt sie ihren Kopf, wie für Anakondas typisch, in vordere Körperschlingen und bildet mit ihrem übrigen Körper einen schützenden Ball ringsum.

## Nahrung
Berichten der Bevölkerung auf Marajó zufolge soll die Art gelegentlich kleine domestizierte Schweine und Hühner fressen, wodurch sie in der Nähe von Siedlungen nicht gerne gesehen ist. Weitere Beobachtungen zum Nahrungsspektrum liegen bisher nicht vor. Dirksen (2002) vermutet, dass ihre Nahrung ähnlich der Gelben Anakonda aus Fischen, Vögeln, Vogeleiern, Schildkröten, kleinen Krokodilen, Echsen und Säugetieren entsprechender Größe besteht. Wie bei allen Riesenschlangen verbeißt sich die De Schauensees Anakonda in die Beute und erstickt diese durch Umschlingen, wenn möglich unter gleichzeitigem Ertränken unter Wasser.

## Fortpflanzung
Zur Fortpflanzung von De Schauensees Anakonda ist bisher praktisch nichts bekannt. Wie alle Boaschlangen ist sie lebendgebärend. Dirksen (2002) vermutet anhand von Daten zur Großen Anakonda aus Französisch-Guayana, dass sich auch De Schauensees Anakonda zu Beginn der Trockenzeit von Juni bis August paart und die Geburt der Jungtiere von Dezember bis Februar erfolgt. Ob die Art wie andere Anakondas zur Paarung „mating-balls“ ausbildet, wobei sich mehrere Männchen teils wochenlang um ein Weibchen schlingen, ist unbekannt. Aus Gefangenschaftshaltung und anhand von Museumsexemplaren sind bisher Würfe mit drei bis 26 Jungtieren bekannt. Neugeborene Individuen weisen eine Gesamtlänge von 30 bis 60 cm auf.

## Gefährdung
Angaben zur Gefährdung sind zurzeit nicht verfügbar, die Art wird auch von der IUCN nicht gelistet. Anakondas sind generell Kulturflüchter. Menschliche Einflüsse auf ihr Habitat führen im Allgemeinen zur Störung ihrer Lebensweise oder dem Verlust ihrer Lebensgrundlage. Vermutlich wird diese Schlange gelegentlich falsch deklariert als Gelbe Anakonda in Form von Häuten und Lebendexemplaren exportiert. Die Nachfrage nach dieser eher seltenen und unbekannten Art scheint jedoch gering zu sein, wodurch der Handel insgesamt eine unwesentliche Rolle als Gefährdungsfaktor zu spielen scheint.

## Systematik
Der Gattungsname Eunectes wurde durch Wagler 1830 geprägt, der die Anakondas von der Gattung Boa abtrennte. Eunectes ist griechisch und bedeutet „guter Schwimmer“. 1936 wurde De Schauensees Anakonda (Eunectes deschauenseei) durch Dunn & Conant anhand eines von Rodolphe Meyer de Schauensee vermutlich auf Marajó im brasilianischen Bundesstaat Pará gefangenen und 1924 in den Zoo von Philadelphia gesandten Lebendexemplares erstbeschrieben.
E. deschauenseei unterscheidet sich in Färbung, Beschuppung und Morphologie nur wenig von der Gelben Anakonda (E. notaeus). Obwohl die Verbreitungsgebiete der beiden Arten weit voneinander entfernt liegen und sie in unterschiedlichen klimatischen Verhältnissen leben, ist bisher nicht molekulargenetisch geklärt, ob es sich bei E. deschauenseei und E. notaeus wirklich um eigenständige Arten handelt, oder ob E. deschauenseei Unterartstatus zukommen müsste. Zurzeit werden diese beiden Anakondas als valide, nah verwandte Schwesterarten betrachtet. Unter den Anakondas stellen E. deschauenseei, E. notaeus und die ebenfalls nahe verwandte Beni-Anakonda (E. beniensis) gegenüber der Großen Anakonda (E. murinus) eine eigene phylogenetische Linie dar. Es wurden bisher weder Hybride zwischen E. deschauenseei und dem teilweise sympatrisch lebenden E. murinus noch mit E. notaueus in Gefangenschaft beschrieben.

### Belege
1. 1 2 3  6. Synopsis der Gattung Eunectes, 6.4.1 Eunectes deschaeunseei DUNN & CONANT, 1936, 6.4.1.5 Pholidose, Dirksen 2002, S. 111.
2. 1 2 3  6. Synopsis der Gattung Eunectes, 6.4.1 Eunectes deschaeunseei DUNN & CONANT, 1936, 6.4.1.4 Morphometrie, Dirksen 2002, S. 107.
3. ↑  6. Synopsis der Gattung Eunectes, 6.4.1 Eunectes deschaeunseei DUNN & CONANT, 1936, 6.4.1.7 Geschlechtsdimorphismus, Dirksen 2002, S. 111.
4. 1 2  6. Synopsis der Gattung Eunectes, 6.4.1 Eunectes deschaeunseei DUNN & CONANT, 1936, 6.4.1.1 Diagnose, Dirksen 2002, S. 104.
5. ↑  6. Synopsis der Gattung Eunectes, 6.4.1 Eunectes deschaeunseei DUNN & CONANT, 1936, 6.4.1.3 Färbung und Zeichnung, Dirksen 2002, S. 105.
6. 1 2  4. Ergebnisse, 4.1.1 Verbreitung Eunectes deschaeunseei DUNN & CONANT, 1936, Dirksen 2002, S. 30.
7. 1 2 3  6. Synopsis der Gattung Eunectes, 6.2 Zur Systematik, Dirksen 2002, S. 101, 102.
8. 1 2  5. Diskussion, 5.1.1 Eunectes deschauenseei, Dirksen 2002, S. 69.
9. 1 2  6. Synopsis der Gattung Eunectes, 6.4.1 Eunectes deschaeunseei DUNN & CONANT, 1936, 6.4.1.10 Habitat, Dirksen 2002, S. 114, 116.
10. 1 2 3  6. Synopsis der Gattung Eunectes, 6.4.1 Eunectes deschaeunseei DUNN & CONANT, 1936, 6.4.1.12 Verhalten, Dirksen 2002, S. 116
11. ↑  6. Synopsis der Gattung Eunectes, 6.4.1 Eunectes deschaeunseei DUNN & CONANT, 1936, 6.4.1.11 Nahrung, Dirksen 2002, S. 116.
12. ↑  6. Synopsis der Gattung Eunectes, 6.4.1 Eunectes deschaeunseei DUNN & CONANT, 1936, 6.4.1.9 Fortpflanzung, Dirksen 2002, S. 113.
13. ↑  6. Synopsis der Gattung Eunectes, 6.4.1 Eunectes deschaeunseei DUNN & CONANT, 1936, 6.4.1.14 Handel, Dirksen 2002, S. 116.
14. ↑  6. Synopsis der Gattung Eunectes, 6.4.1 Eunectes deschaeunseei DUNN & CONANT, 1936, 6.4.1.2 Etymologie und Trivialnamen, Dirksen 2002, S. 104–105
15. ↑  E. R. Dunn, R. Conant: Notes on Anacondas, with Descriptions of Two New Species. Proceedings of the Academy of Natural Sciences of Philadelphia, Bd. 88, 1936, S. 503–506.